# Marquesado de la Adrada

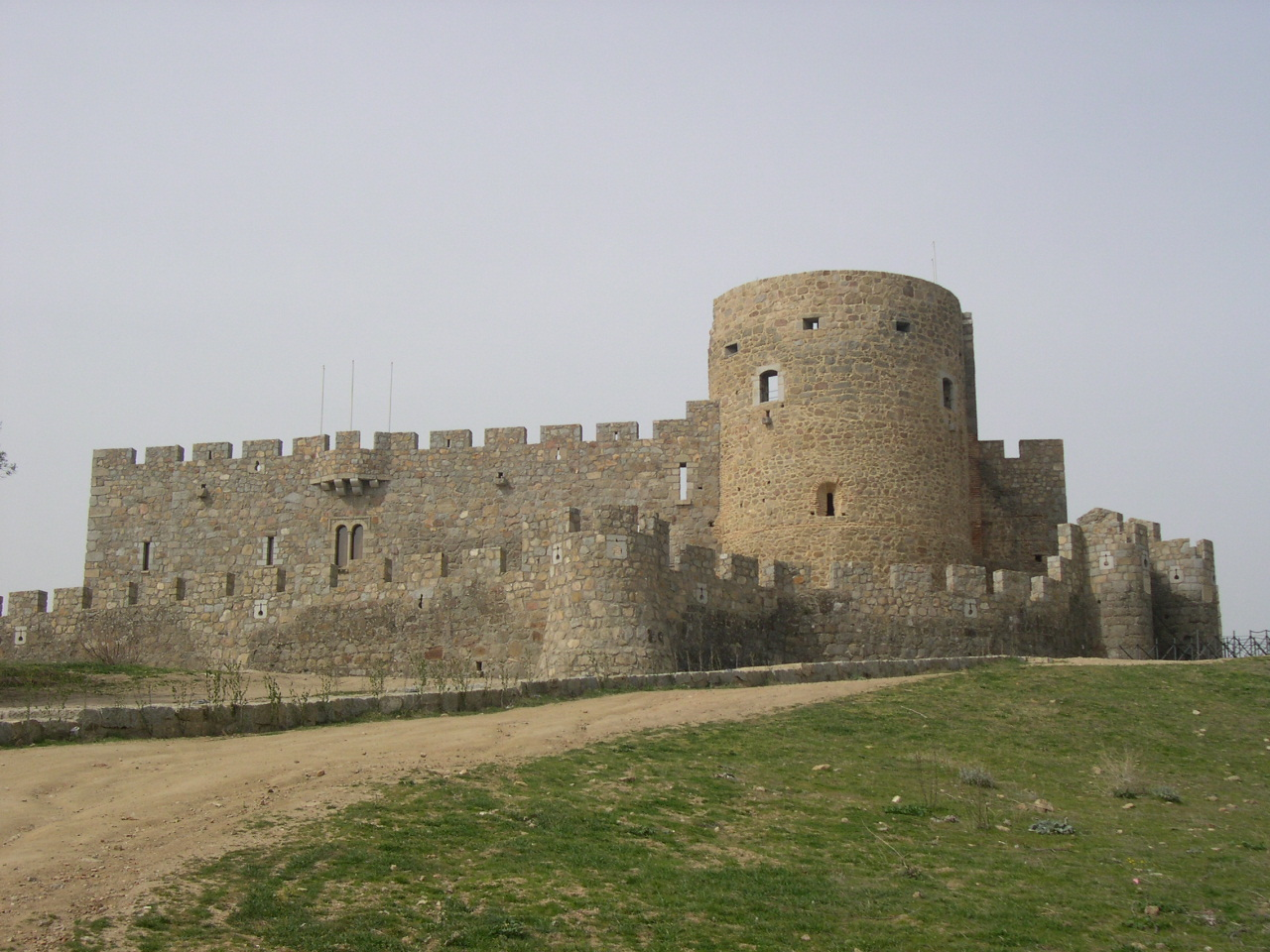
El castillo de La Adrada, a las afueras de esta villa abulense.

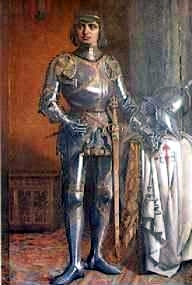
Retrato ideal de Beltrán de la Cueva, I duque de Alburquerque, a quien le fuera concedido el señorío de La Adrada, elevado para sus descendientes a marquesado.

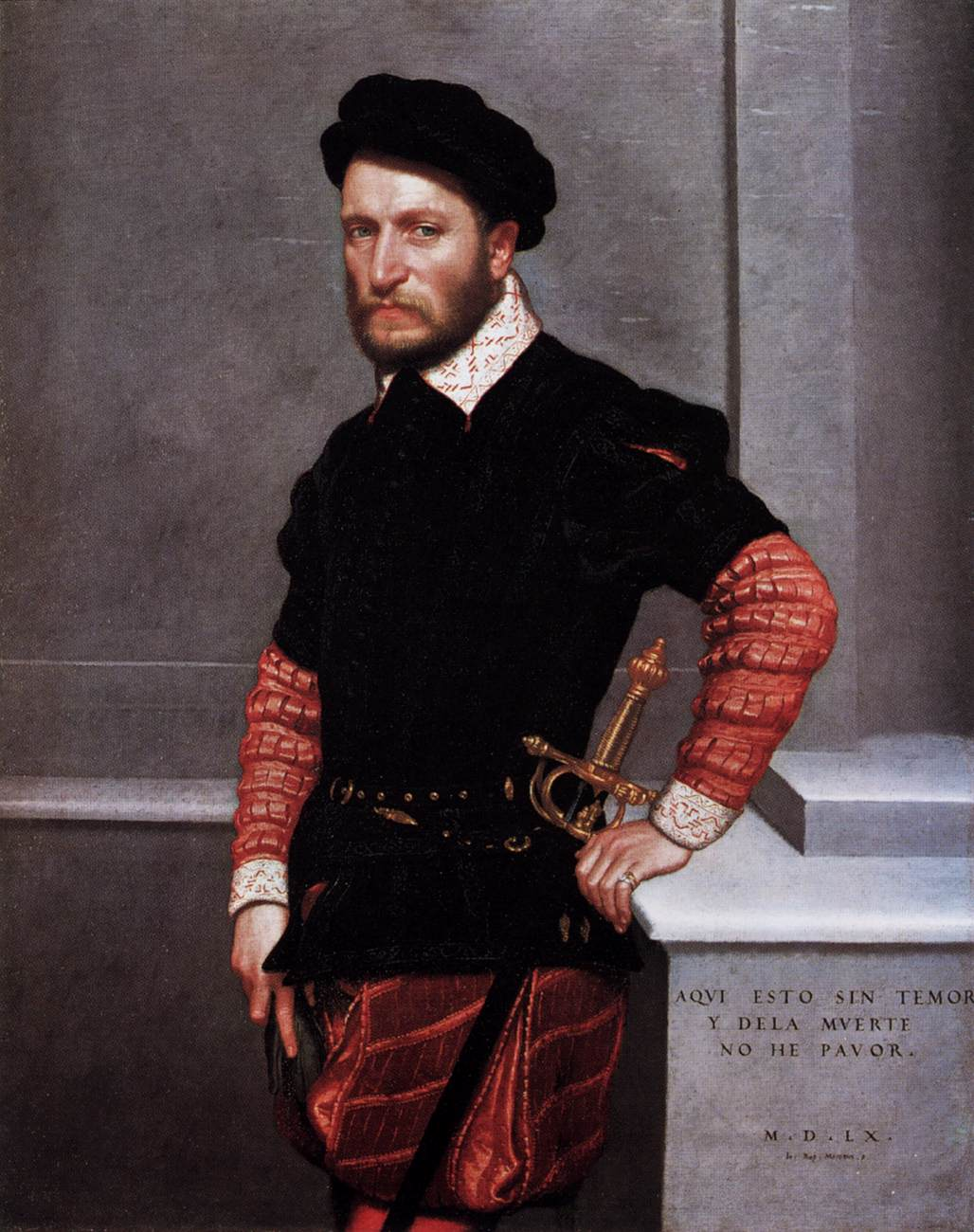
Retrato de Gabriel III de la Cueva y Girón, V duque de Alburquerque, que fue III marqués consorte de la Adrada por su matrimonio con Juana de la Lama y de la Cueva.

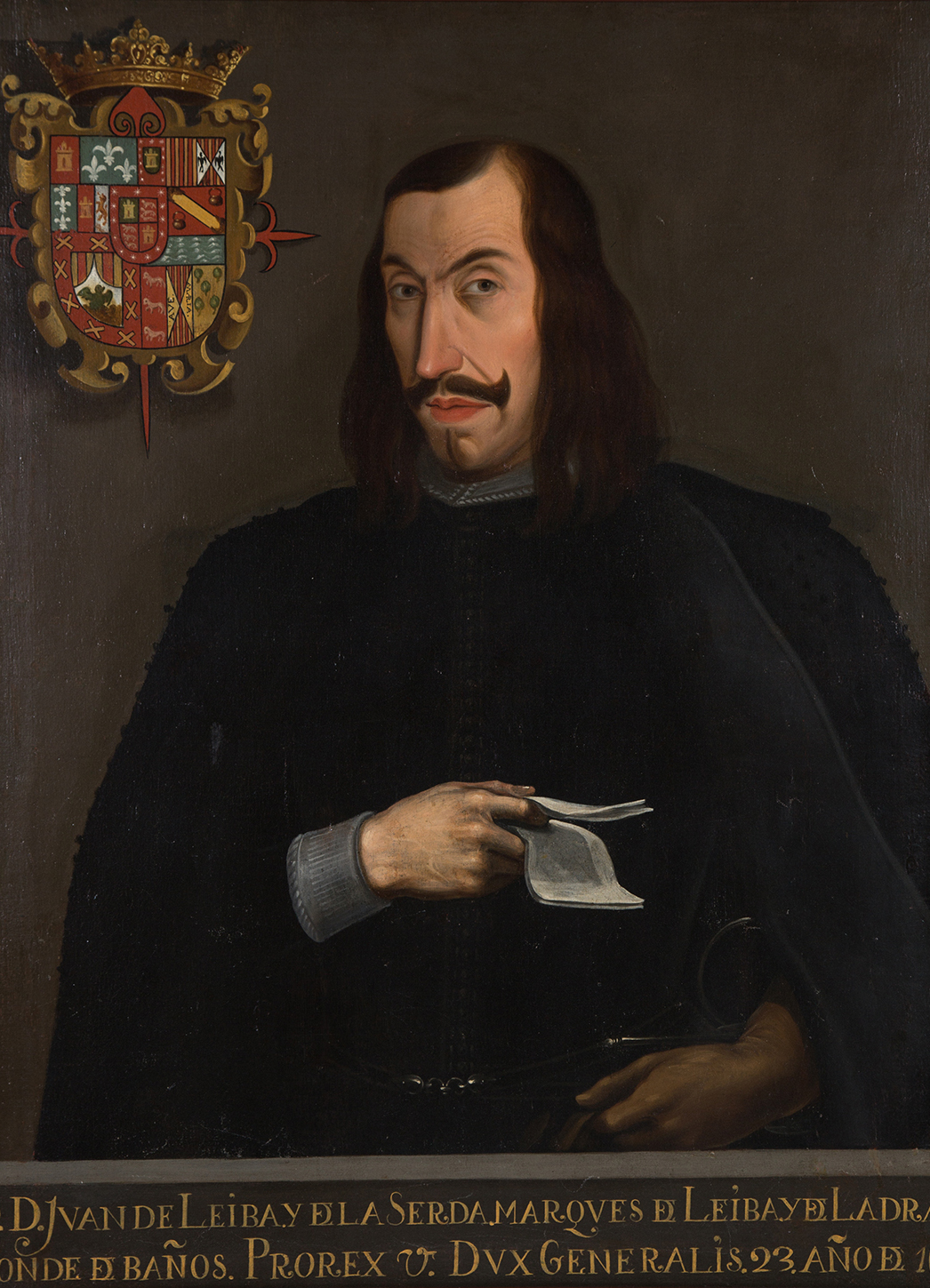
Juan Francisco de la Cerda y Leyva, VI marqués de la Adrada, conde consorte de Baños, virrey de Nueva España.

El marquesado de la Adrada, también denominado de Ladrada es un título nobiliario español, concedido por el rey Felipe II de España el 15 de octubre de 1570 a Antonio de la Cueva y Portocarrero, IV señor de La Adrada, corregidor de Córdoba y mayordomo mayor de la reina Ana de Austria.

## Denominación
Su denominación hace referencia a la villa de La Adrada, en la actual provincia de Ávila (Castilla y León).

## Lista de marqueses de la Adrada
|                                 | Titular                                  | Periodo                |
| Creación por Felipe II          | Creación por Felipe II                   | Creación por Felipe II |
| ------------------------------- | ---------------------------------------- | ---------------------- |
| I                               | Antonio de la Cueva y Portocarrero       | 1570-1574              |
| II                              | Diego de la Cueva y Portocarrero         | 1574-?                 |
| III                             | Juana de la Lama y de la Cueva           | ?-1584                 |
| IV                              | Ana de la Cueva y de la Lama             | 1584-1584              |
| V                               | Gonzalo de la Cerda y de la Lama         | 1584-1644              |
| VI                              | Juan Francisco de la Cerda y Leyva       | 1644-1678              |
| VII                             | Pedro de la Cerda y Leyva                | 1678-1705              |
| VIII                            | Teresa María de la Cerda y Lancastre     | 1705-1722              |
| IX                              | María Ana Josefa de la Cerda y Rocaberti | 1722-?                 |
| X                               | Francisco Coloma de la Cerda y Leyva     | ?-1729                 |
| Rehabilitación por Alfonso XIII |                                          |                        |
| XI                              | Gonzalo de Figueroa y O'Neill            | 1914-1958              |
| XII                             | Jaime de Figueroa y O'Neill              | 1958-1967              |
| XIII                            | Lope de Figueroa y Castro                | 1967-actual titular    |

## Historia de los señores de la Adrada
El marquesado de la Adrada tiene como antecedente la concesión del señorío de La Adrada por parte de Enrique IV de Castilla a favor de su valido Beltrán de la Cueva, maestre de la Orden de Santiago y I duque de Alburquerque. 
El maestre contrajo primer matrimonio en Guadalajara en 1462 con Mencía de Mendoza y Luna, hija de Diego Hurtado de Mendoza y Suárez de Figueroa, II marqués de Santillana, I duque del Infantado, y de su primera mujer Brianda de Luna y Mendoza, y fundó varios mayorazgos para sus hijos. Al primero, Francisco, le correspondió el de Alburquerque, mientras que para su segundo hijo, Antonio de la Cueva y Mendoza, fundó el de la villa de La Adrada y sus aldeas de Sotillo, La Iglesuela, Piedralaves, Fresnedilla, Casillas y Casavieja, siendo segundo señor de estos lugares en su casa, y sería su nieto Antonio de la Cueva y Portocarrero quien conseguiría del rey elevar el señorío a marquesado.
Al morir sin sucesión en 1729 Francisco Coloma de la Cerda y Leyva, X marqués, el título quedó vacante, hasta que fue rehabilitado en 1914 en favor de Gonzalo de Figueroa y O'Neill, que ya era II duque de las Torres grande de España, VIII marqués de Villamejor y III marqués de Pacheco, en cuyos descendientes se mantiene la dignidad.
- Beltrán de la Cueva y Mercado (1435-1492), I señor de La Adrada, I duque de Alburquerque. Casado con Mencía de Mendoza y Luna, fueron padres de:

- Antonio de la Cueva y Mendoza, II señor de La Adrada, capitán de los Reyes Católicos, corregidor de Córdoba. Casó con Elvira de Ayala y Guzmán, hija de Juan de Ayala, II señor de Cebolla, y de Inés de Guzmán. Sucedió su hijo:

- Francisco de la Cueva y Ayala, III señor de La Adrada. Casado con Juana Portocarrero y Cárdenas, hija de Pedro Portocarrero el Sordo, VII señor de Moguer y de Villanueva del Fresno, y de Juana de Cárdenas, II señora de la Puebla del Maestre, Velefique, Gérgal y Bacares. Fueron padres de:

1. Antonio de la Cueva y Portocarrero, IV señor y I marqués de la Adrada, que sigue,
2. Diego de la Cueva y Portocarrero, que seguirá como II marqués,
3. e Isabel Benita de la Cueva y Portocarrero, que casó con Gonzalo Fernández de la Lama (c.1510-1558), señor de las casas y cotos de Lastras de la Lama (en el municipio de Monterrubio) y Villovela (en el de Escobar de Polendos) y primer poseedor del mayorazgo de los Monjaraz en la villa del Espinar, todo en la actual provincia de Segovia, regidor de esta ciudad, donde poseía los patronatos de... Hijo de Antonio de la Lama (†1550), señor de dichos cotos, que sirvió al Emperador en la Guerra de las Comunidades, y de Juana de Monjaraz, su mujer; nieto de Gómez Fernández de la Lama (†1512), III señor de la casa de la Lama, caballero de Santiago, y de Inés de Toledo, su mujer, hija sacrílega de Gutierre Álvarez de Toledo, I señor de Alba de Tormes, obispo de Palencia, conde de Pernía y arzobispo de Sevilla y de Toledo; nieto materno de Gonzalo de Monjaraz y de Juana de Hortigosa, dueños de las heredades del Bravero, el Carrascal y Torre de Mari Esteban en Extremadura y de muchas otras en el Espinar, las Vegas, valle del río Moros y Ortigosa del Monte, de las que le fundaron vínculo en 1517, y biznieto de Gabriel Fernández de la Lama (†1493), II señor de esta casa, maestresala del rey Enrique IV, y de Marina de Valdés, su mujer, que fue hermana de Francisco de Valdés (†1504), natural y regidor de Zamora, del Consejo de los Reyes Católicos, que se halló en la Batalla de Toro y fundó el monasterio jerónimo de Salamanca, y de Diego Meléndez de Valdés (†1506), obispo de Salamanca, de Astorga y de Zamora, mayordomo del papa Alejandro VI.[2] Tuvieron por hijos a
  1. Gabriel de la Lama y de la Cueva, que murió mozo en vida de sus padres,
  2. y a Juana de la Lama y de la Cueva (c.1545-1584), que seguirá más abajo pues fue la III marquesa de la Adrada.

### Historia de los marqueses de la Adrada
El marquesado fue creado en 1570 a favor de
- Antonio de la Cueva y Portocarrero († 1574), IV señor y I marqués de la Adrada.[3] Casó tres veces: primera con Isabel de Mendoza y Toledo, hija de Álvaro de Mendoza, señor de Bella y castellano de Castilnovo en el Nápoles, del Consejo Colateral de este reino, comendador de Mestanza en la Orden de Calatrava, gentilhombre de la Cámara de Felipe II, que se halló en la batalla de San Quintín (1557), y de Ana de Toledo, su mujer; nieta de Pedro González de Mendoza y Carrillo, señor de la Torre de Esteban Hambrán, y de Isabel de Alarcón, II marquesa de la Valle Siciliana, y materna de Pedro de Toledo, de los duques de Alba, virrey de Nápoles, y de María Osorio Pimentel, su primera mujer, II marquesa de Villafranca.[4] Su segunda mujer fue Petronila Fajardo y Pacheco, hija de los señores de la Puebla de Montalbán. Y tercera vez casó con María de Mendoza y Cisneros, hija de los condes de Coruña. Sin descendientes.

Le sucedió su hermano:
- Diego de la Cueva y Portocarrero, II marqués de la Adrada, que casó con Luisa de Sanquigel,[5] dama de la reina Isabel de la Paz, y tampoco dejó prole.

Le sucedió su sobrina (arriba filiada como hija de su hermana Isabel Benita):
- Juana de la Lama y de la Cueva (c.1545-1584), III marquesa de la Adrada, VI señora de la casa y coto de la Lama, que en 1569 fue distinguida con la Rosa de Oro por el papa San Pío V. Casó dos veces: la primera hacia 1565 con Gabriel de la Cueva, su deudo, V duque de Alburquerque, virrey de Navarra y gobernador de Milán, y segunda vez en 1580 con Juan de la Cerda y Manuel de Portugal, V duque de Medinaceli, etc., viudo con prole de Isabel de Aragón. Del primero tuvo dos hijas:

1. María de la Cueva, que al morir su padre en 1571 pretendió sucederle en la casa de Alburquerque pero fue desposeída por sentencia de 1574 en favor de Beltrán de la Cueva y Castilla, su primo carnal. Murió soltera poco después, en vida de su madre.
2. Y Ana de la Cueva y de la Lama, natural de Milán, IV marquesa de la Adrada, que sigue.

 Y del segundo matrimonio de Juana de la Lama con el V duque de Medinaceli nacieron:
3. Gonzalo de la Cerda y de la Lama (1581-1644), que seguirá como V marqués,
4. y María Catalina de la Cerda y de la Lama (1583-1606), que fue la segunda mujer de Juan Andrés Hurtado de Mendoza, V marqués de Cañete, caballero de Alcántara, montero mayor del rey Felipe IV, y no tuvieron posteridad.

Le sucedió su hija del primer matrimonio:
- Ana de la Cueva y de la Lama,  IV marquesa de la Adrada, natural de Milán. Casó con Juan de la Cerda y Aragón, su hermanastro, que era a la sazón V marqués de Cogolludo y después sucedió como VI duque de Medinaceli, etc. Este señor volvió a casar con Antonia de Toledo, de los marqueses de Velada, y de ella tuvo sucesión masculina en que siguió la casa de Medinaceli. Era hijo de... De Ana de la Cueva tuvo este duque por hija a

Juana de la Cerda y de la Cueva (n.1591), que casó con Antonio de Aragón y Moncada, VI duque de Montalto y IV de Bivona. Con sucesión en que siguieron estas casas ducales pero no la de la Adrada.
Le sucedió su hermano uterino:
- Gonzalo de la Cerda y de la Lama (1581-1644), V marqués de la Adrada, natural de Medinaceli, caballero de Santiago (1600), gentilhombre de Cámara de S.M. sin ejercicio, que casó en Alcalá de Henares el 6 de abril de 1603 con Catalina de Arteaga y Gamboa, señora de las casas solares de sus apellidos en el señorío de Vizcaya, hija de Pedro de Leyva, comendador de Esparragosa de Lares en la Orden de Alcántara, general de las Galeras de Sicilia y Nápoles, y de Leonor de Gamboa y Artega, su mujer, señora de estas casas; nieta de Sancho Martínez de Leyva, virrey de Navarra, y de Leonor de Mendoza y Leyva, de los señores de la Corzana, y materna de Fernando de Arteaga y Gamboa, señor de estas casas, caballero de Santiago, y de Catalina de Mendoza y Cisneros, de los condes de Coruña.[6] Fueron padres de

1. Juan Francisco de la Cerda y Leyva, que sigue.
2. Pedro de la Cerda y Leyva (n.1605),
3. Sancho de la Cerda y Leyva (n. 1608)
4. y Leonor de la Cerda y Leyva.

Le sucedió su hijo:
- Juan Francisco de la Cerda y Leyva (1604-1678),  VI marqués de la Adrada. Casó el 20 de febrero de 1632 con María Ana Isabel de Leyva y Mendoza, II condesa de Baños, II marquesa de Leyva.

Le sucedió su hijo:
- Pedro de la Cerda y Leyva (1633-1705), VII marqués de la Adrada. Casado primero con María de Lancastre y segundo con Juana de Silva y Mendoza, condesa de Baños.

Le sucedió, de su primer matrimonio, su hija:
- Teresa María de la Cerda y Lancastre (1673-1722), VIII marquesa de la Adrada, IV condesa de Baños. Casada con Manuel de Moncada y Portocarrero, sin hijos.

Sucedió la hija de su tío paterno Antonio Manuel de la Cerda y Leyva, casado con Isabel de Rocaberti y Argensola, que fue:
- María Ana Josefa de la Cerda y Rocaberti, IX marquesa de la Adrada. Casada con Francisco Coloma Pérez Calvillo, V conde de Elda, IV conde de Anna.

Le sucedió su hijo:
- Francisco Coloma de la Cerda y Leyva († 1729), X marqués de la Adrada. A la muerte sin sucesión de este marqués, el título quedó vacante, hasta que fue rehabilitado en 1914.

Rehabilitación en 1914 por el rey Alfonso XIII a favor de
- Gonzalo de Figueroa y O'Neill (1895-1958), XI marqués de la Adrada, II duque de las Torres, VIII marqués de Villamejor y III marqués de Pacheco. Soltero. Sin descendientes.

Le sucedió su hermano
- Jaime de Figueroa y O'Neill (1903-1967), XII marqués de la Adrada, III duque de las Torres, IX marqués de Villamejor, IV marqués de Pacheco, II conde de Mejorada del Campo. Casó con Ana María de Castro y Gámez.

Le sucedió su hijo (por Resolución publicada en el BOE del 6 de noviembre de 1968 y Real Carta del 15 de marzo de 1976)
- Lope de Figueroa y Castro, XIII marqués de la Adrada. Casado con Blanca Arévalo y Gómez-Beato.